# Římské smlouvy
Římské smlouvy jsou souhrnným označením dvou smluv podepsaných v Římě 25. března 1957: smlouvu zakládající Evropské hospodářské společenství (EHS) a smlouvu zakládající Evropské společenství pro atomovou energii (Euratom). Obě vstoupily v platnost 1. ledna 1958. Římské smlouvy byly jedním ze základů pozdější evropské integrace. Signatářské státy v roce 1957 byly: Francie, Spolková republika Německo, Itálie, Belgie, Lucembursko a Nizozemsko.

## Přejmenování smluv
V roce 1993 se Smlouva o Evropském hospodářském společenství přejmenovala na Smlouvu o založení Evropského společenství. V roce 2009 pak došlo k přejmenování na Smlouvu o fungování Evropské unie.

## Přečíslování smluv
Podoba smlouvy se od roku 1957 několikrát změnila nejen v názvu, ale i v samotném obsahu. Kvůli postupnému přidávání nových a nových článků se stávala během let nepřehlednou. Řešením bylo postupné přečíslování a zpřehlednění, ke kterému došlo dvakrát.
V roce 1999 došlo díky Amsterodamskou smlouvou k prvnímu přečíslování vlivem kterého dostaly články nové pořadí.
V roce 2009 došlo díky Lisabonské smlouvě k druhému přečíslování vlivem kterého dostaly články nové pořadí.